# 1902 en droit
Cet article présente les faits marquants de l'année 1901 en droit.

## Événements
- Interdiction de l’émigration des Africains du Kenya vers les mines d’Afrique du Sud.

### Janvier
- 20 janvier : en Suisse, la population refuse par référendum la séparation de l'Église et de l'État.
- 25 janvier : en Russie, abolition de la peine capitale.

### Juillet
- 12 juillet : le parlement d'Australie accorde le droit de vote aux femmes et établit des restrictions à l'immigration.

### Octobre
- 1er octobre : décret constituant la colonie de Sénégambie-Niger auxquels s’ajoutent les pays de protectorat du Sénégal. Dakar devient la capitale de l’Afrique-Occidentale française.

## Décès
- 17 octobre : Contardo Ferrini, religieux membre du Tiers-Ordre franciscain, universitaire italien, spécialiste de droit romain et byzantin (° 4 avril 1859).